# هانس لامبرت
هانس لامبرت (بالألمانية: Hans Lambert)‏ هو لاعب شطرنج نمساوي، ولد في 19 مارس 1928.

## وصلات خارجية
- هانس لامبرت على موقع مباريات الشطرنج (الإنجليزية)
- هانس لامبرت على موقع 365Chess.com (الإنجليزية)
- هانس لامبرت سجل أولمبياد الشطرنج على موقع OlimpBase.org (الإنجليزية)